# Joo Suk-tae
Joo Suk-tae (Hangul: 주석태) es un actor surcoreano.

## Biografía
Empezó sus estudios en la Universidad Kookmin (국민대학교), sin embargo los abandonó.

## Carrera
Es miembro de la agencia Tan Entertainment (탄엔터테인먼트).
El 3 de junio de 2017 realizó una aparición especial durante el primer episodio de la serie Duel donde interpretó a Ahn Jung-dong, el padre de Ahn Hye-joo (Kim Ji-yoo), una pequeña que es secuestrada. En noviembre del mismo año se unió al elenco recurrente de la serie Prison Playbook donde dio vida a Yeom Sang-jae, un prisionero y el jefe de las operaciones de la penitenciaría Seobu.
En noviembre de 2018 se unió al elenco recurrente de la serie Children of Nobody donde interpretó a Yoon Tae-joo, un psiquiatra del Centro Infantil Hanul.
En enero de 2019 se unió al elenco recurrente de la serie Kingdom donde dio vida a Lee Do-jin, el líder de la Guardia del Palacio que es enviado por Cho Hak-ju (Ryu Seung-ryong) para detener al Príncipe Heredero Lee Chang (Ju Ji-hoon). En marzo del mismo año se unió al elenco recurrente de la serie The Banker donde interpretó a Im Chang-jae, un director de proyección. En septiembre del mismo año se unió al elenco recurrente de la serie Secret Boutique donde dio vida a Oh Tae-suk, el jefe de inteligencia de la ciudad Yoongchun.
En marzo de 2020 se unió al elenco recurrente de la serie Find Me in Your Memory donde interpretó a Moon Seung-ho, el acosador de Jung Seo-yeon (Lee Joo-bin). En agosto del mismo año se unió al elenco recurrente de la serie Do You Like Brahms? donde dio vida a Yoo Tae-jin, el instructor de piano de la Universidad Seoryeong y maestro de Park Joon-youn (Kim Min-jae).
En octubre del mismo año se unió al elenco recurrente de la serie Tale of the Nine Tailed (también conocida como "Tale of Gumiho") donde interpretó al líder de equipo de la estación de radiodifusión Choi.

## Filmografía

### Series de televisión
| Año     | Título                                   | Personaje            | Notas                             | Ref.  |
| ------- | ---------------------------------------- | -------------------- | --------------------------------- | ----- |
| 2008    | Hometown Legends                         | Asesino              | Ep. 5                             |       |
| 2016    | Mrs. Cop 2                               | Det. Lee Joong-min   |                                   |       |
| 2016    | Beautiful Gong Shim                      | Secretario           |                                   |       |
| 2016    | Blow Breeze                              | Investigador Privado |                                   |       |
| 2017    | Duel                                     | Ahn Jung-dong        | Aparición especial, ep. 1         |       |
| 2017    | Distorted (Falsify)                      | Abogado              | Ep. 7                             |       |
| 2017    | Black                                    | Kim Chul-soo         |                                   |       |
| 2017-18 | Prison Playbook                          | Yeom Sang-jae        |                                   |       |
| 2018    | Children of a Lesser God                 | Park Ji-hoon         |                                   |       |
| 2018    | Life on Mars                             | Lee Kang-heon        | Aparición especial, ep. 7         |       |
| 2018    | When Time Stopped                        | Dios Shin            |                                   |       |
| 2018    | Children of Nobody                       | Psiq. Yoon Tae-joo   |                                   |       |
| 2019    | Legal High                               | Abogado Yoo          | Aparición especial, dos episodios |       |
| 2019    | Kingdom                                  | Lee Do-jin           |                                   |       |
| 2019    | The Banker                               | Im Chang-jae         |                                   |       |
| 2019    | Rumor                                    | Han Seok-tae         | Serie web                         |       |
| 2019    | Secret Boutique                          | Oh Tae-suk           |                                   |       |
| 2019    | Drama Special Season 10 - "Life Goes On" | Park Yong-goo        | 1 episodio                        |       |
| 2020    | Kingdom: Season 2                        | Lee Do-jin           |                                   |       |
| 2020    | Find Me in Your Memory                   | Moon Seung-ho        | Aparición especial                |       |
| 2020    | Fatal Promise                            | Kim Kwang-moon       | Aparición especial, ep. 1         |       |
| 2020    | Do You Like Brahms?                      | Yoo Tae-jin          |                                   |       |
| 2020    | Tale of the Nine Tailed                  | Mr. Choi             |                                   | [ 7 ] |
| 2020    | Awaken                                   | Choi Yong-suk        | Aparición especial, dos episodios |       |
| 2021    | Under Cover                              | Park Won-jong        |                                   |       |
| 2021    | The Devil Judge                          | Kang Ji-sang         | Aparición especial, ep. 3         |       |
| 2021    | Okay Kwang Sisters                       | Heo Poong-jin        |                                   |       |
| 2021    | Moonshine                                | Capitán              | Aparición especial, dos episodios |       |
| 2022    | When the Day Breaks                      | Kim Byung-jun        | Producción suspendida             |       |
| 2024    | Hide                                     | Choi Ho-sik          |                                   | [ 8 ] |
| 2025    | La primera noche con el duque            | Seol-jong            |                                   | [ 9 ] |

### Películas
| Año  | Título                                  | Personaje                                | Notas                                                                       |
| ---- | --------------------------------------- | ---------------------------------------- | --------------------------------------------------------------------------- |
| 2006 | Oh! My God                              | Miembro de "Keunson"                     |                                                                             |
| 2006 | Bar Legend                              | Miembro de "Sang Choon"                  |                                                                             |
| 2007 | The Perfect Couple                      | Park Jung-suk                            | junto a Lee Dong-wook, Hyun Young, Lee Jeong-heon y Jeon Soo-kyung          |
| 2008 | Modern Boy                              | Detective con boina                      |                                                                             |
| 2010 | No Mercy                                | Conocido de Seo-young                    |                                                                             |
| 2012 | Deranged                                | Hombre Soltero                           |                                                                             |
| 2012 | The Fortune Tellers (Ghost Sweepers)    | Hombre con gancho                        |                                                                             |
| 2013 | Hide and Seek                           | exdetective                              |                                                                             |
| 2013 | Friend: The Great Legacy (Friend 2)     | Padrastro                                |                                                                             |
| 2013 | Steal My Heart (Catch Me)               | Hermano de Jin-sook                      | junto a Kim Ah-joong, Joo Jin-mo, Baek Do-bin, Bae Seong-woo y Cha Tae-hyun |
| 2014 | A Hard Day                              | Detective Nam                            |                                                                             |
| 2014 | The Admiral: Roaring Currents           | Katsura                                  |                                                                             |
| 2015 | The Advocate: A Missing Body            | David Lee                                |                                                                             |
| 2016 | Elephant in the Room                    | Jung-il                                  | (Segmento: "Lucid Dream")                                                   |
| 2016 | Tunnel                                  | Empleado de Korea Expressway Corporation | junto a Ha Jung-woo, Bae Doo-na, Oh Dal-su, Kim Hae-sook y Park Hyuk-kwon   |
| 2016 | The Age of Shadows                      | Fiscal                                   |                                                                             |
| 2016 | Duel: Final Round                       | Abogado de Jae-hee                       |                                                                             |
| 2016 | Pandora                                 | Bombero                                  |                                                                             |
| 2016 | Master                                  | Peter Kim                                |                                                                             |
| 2017 | Ordinary Person                         | Fiscal                                   | junto a Son Hyun-joo, Jang Hyuk, Kim Sang-ho, Ra Mi-ran y Ji Seung-hyun     |
| 2018 | Please                                  | -                                        |                                                                             |
| 2018 | The Great Battle                        | Go Hye-jin                               |                                                                             |
| 2019 | Watching                                | Gerente General Choi                     | junto a Kang Ye-won, Lee Hak-joo, Im Jihyun, Kim No-jin y Myeong Gye-nam    |
| 2019 | By Quantum Physics: A Nightlife Venture | Mr. Moon                                 |                                                                             |
| 2020 | The Man Standing Next                   | Shin Ik-chi                              |                                                                             |
| 2020 | Okay! Madam                             | Jefe de Departamento Shin                |                                                                             |
| 2020 | Diva                                    | -                                        | junto a Shin Min-ah, Lee Yoo-young, Lee Kyu-hyung, Oh Ha-nee y Ji Yi-soo    |
| 2021 | Romantic Hacker                         | Kim Young-tak                            | junto a Kwon Hyun-bin, Lim Na-young, Lee Soo-woong y Cho Hyun-young         |

## Premios y nominaciones
| Año  | Categoría               | Premio                 | Trabajo | Resultado |
| ---- | ----------------------- | ---------------------- | ------- | --------- |
| 2021 | AAA Best Choice (Actor) | 2021 Asia Artist Award | -       | Ganó      |